# R-2 (misil)

R-2

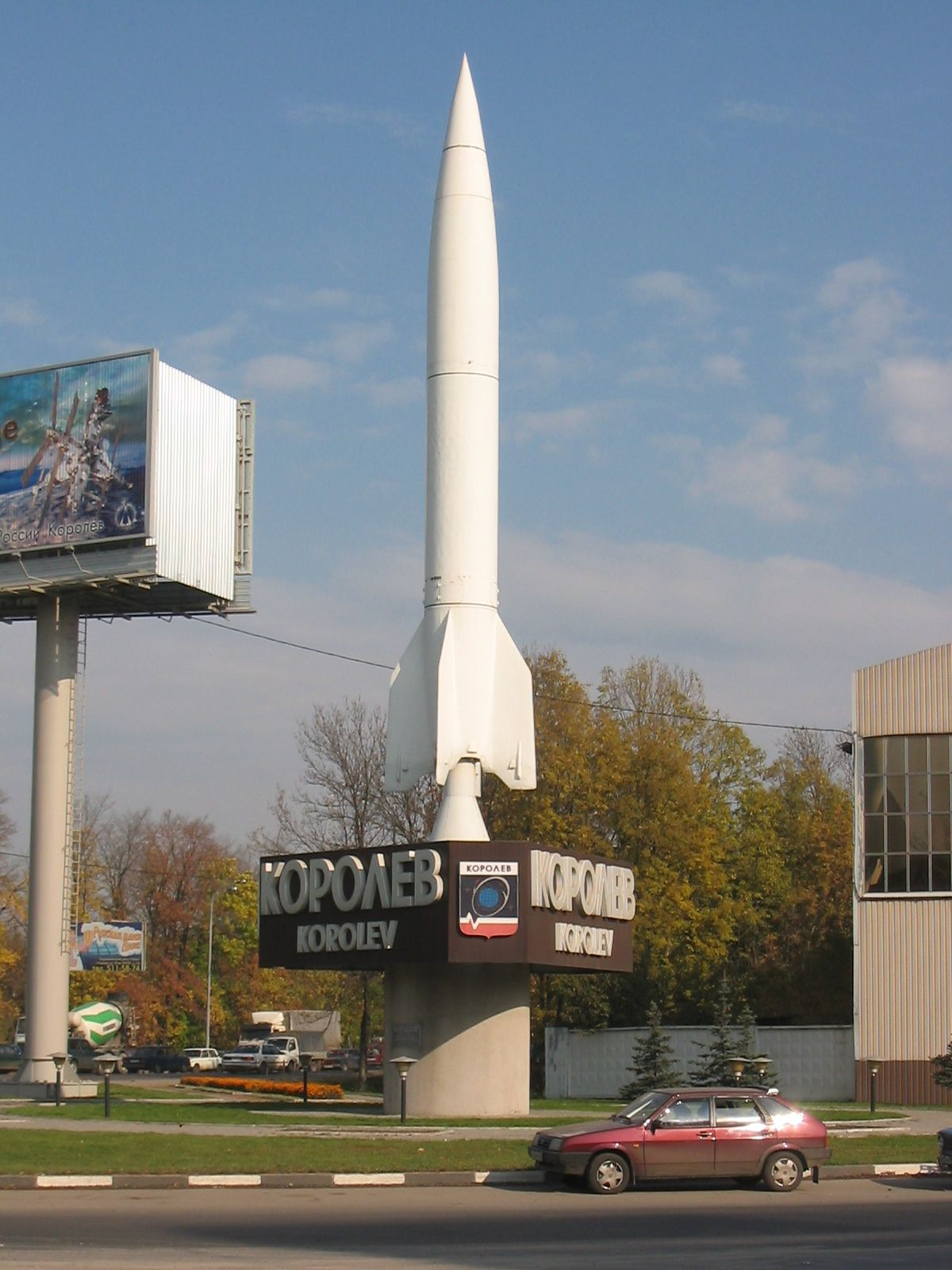
R-2

R-2 fue el nombre de un misil balístico soviético desarrollado entre 1947 y 1953, casi en paralelo con el misil R-1, que fue su predecesor.

## Desarrollo
Con respecto al R-1, incorporó mejoras como el doble de alcance y el poder incorporar una ojiva radiológica (la ojiva Geran, que dispersaría un líquido radiactivo a gran altura para producir una lluvia radiactiva artificial). El misil modelo R-2 está equipado con un RD-101 modificado de RD-100 como motor de propulsión.  En lugar de usar alcohol etílico como propelente (utilizado en la V2 y en el R-1), utilizaba alcohol metílico, lo que eliminaba un problema surgido con las tropas encargadas de lanzar los R-1: se bebían el alcohol a usar como propelente. El propulsor es movido por una turbobomba. Dicha turbobomba era impulsada por un motor Walter que utiliza el mismo gas de craqueo de solución de peróxido de hidrógeno que el misil V2, pero como catalizador en vez de una solución líquida de permanganato de sodio se empleaba una aleación sólida a base de plata o níquel.
La ojiva, de explosivo de alto rendimiento, es del tipo de separable: cuando la aceleración del motor cohete es cero la ojiva se separa del cuerpo. En los de tipo integrado, como un misil V2, cuando entra en la trayectoria balística y el cuerpo se colapsa en gran medida, con lo que la resistencia de la atmósfera perturba la trayectoria y la precisión se ve afectada. En el tipo de separación de ojivas, solo la pequeña ojiva se ve afectada por la atmósfera, y el efecto negativo en la precisión se reduce considerablemente.
Otra diferencia con respecto al misil V2, es que la cubierta exterior de la estructura semi-monocasco del tanque de propulsor no resiste fuerzas externas. Se instaló una cubierta monocasco para conectar los tanques. Esto reduce aún más el peso vacío del misil.
El R-2 de Koroliov entró en competición directa con el G-1 de Groettrup. La aproximación de Koroliov, que consistía en aplicar medidas simples para duplicar el alcance del R-1, permitía que el cohete pesase hasta un 50% más en el despegue. Sin embargo, el diseño del G-1 era superior, tal como encontró una comisión gubernamental. Koroliov modificó su diseño, incluyendo algunos de los avances usados en el G-1 (como el tanque de propelente integrado y la mejora de la precisión mediante un sistema radiocontrolado de apagado del motor). Finalmente, en la revisión definitiva, el diseño de Koroliov salió victorioso. Las primeras pruebas comenzaron el 21 de septiembre de 1949 en Kapustin Yar y duraron hasta julio de 1951. El misil fue aceptado para uso militar el 27 de noviembre de 1951. Un decreto del 30 de noviembre de ese mismo año autorizó la producción en serie en la fábrica 586 en Dnepropetrovsk. El primer lanzamiento por parte de una unidad militar con un prototipo del misil tuvo lugar en 1952, y en junio de 1953 salió el primer ejemplar de fábrica (sólo seis meses después del primer R-1).

### Transferencia a China
El diseño del R-2 fue transferido a China entre 1957 y 1961, para la fabricación del DF-1. Siendo la base de la cohetería de aquel país. El acuerdo para la transferencia de tecnología fue firmado el 6 de diciembre de 1957. Para la puesta en marcha la producción de los misiles en China, un gran grupo de ingenieros y técnicos soviéticos se desplazó hasta Pekín.

### Proyecto espacial
Sergéi Koroliov entre 1956 y 1958 estudió la posibilidad de un vuelo suborbital tripulado a bordo de un R-2, pero se decidió pasar directamente a vuelos orbitales con el programa Vostok. De todos modos algunos de los equipos probados en el R-2 fueron utilizados tanto en el programa Sputnik como en el Vostok.

## Despliegue
Cada brigada asignada con R-2 tenía 6 ejemplares a su cargo, cada brigada contando con tres divisiones, con dos misiles cada una. La puesta en marcha de cada R-2 necesitaba 6 horas, incluyendo 15 minutos para la programación del sistema de guiado. Una vez listo para su lanzamiento, el misil podía estar en ese estado 24 horas antes de tener que ser desmontado. Estaba preparado para poder ser lanzado con temperaturas ambientales de entre -40 y +50 grados Celsius y con vientos de hasta 15 m/s.

## Versiones
Se desarrollaron varias versiones incluida la fabricación de China bajo licencia del DF-1 de la versión original R-2.

### R-2
El misil básico. Se lanzaron 111 R-2 en total, con sólo 5 fallos, hasta el 21 de mayo de 1962.

#### Especificaciones
- Apogeo: 150 km
- Empuje en despegue: 364,9 kN
- Masa total: 20.091 kg
- Diámetro: 1,83 m
- Longitud total: 17,68 m
- Envergadura: 4,27 m
- Ojiva: 570 kg
- Alcance máximo: 550 km
- CEP: 6,94 km
- Velocidad máxima: 7850 km/h
- Propelentes: oxígeno líquido y alcohol metílico.

### R-2A
Versión utilizada para investigación científica a alturas de hasta 200 km: observaciones ultravioleta del Sol, vuelos suborbitales de animales, estudio de la ionosfera...
Fue lanzado 47 veces, entre el 12 de abril de 1957 y el 21 de mayo de 1962.

#### Especificaciones
- Apogeo: 212 km
- Empuje en despegue: 363 kN
- Masa total: 20.300 kg
- Diámetro: 1,65 m
- Longitud total: 17 m

### R-2E
Prototipo para pruebas con las innovaciones tecnológicas que Koroliov introduciría finalmente en el R-2. Fue lanzado 5 veces, entre el 25 de septiembre y el 11 de octubre de 1949.

#### Especificaciones
- Apogeo: 200 km
- Empuje en despegue: 363 kN
- Masa total: 20.300 kg
- Diámetro: 1,65 m
- Longitud total: 17 m

### R-2R
Un solo lanzamiento, el 1 de enero de 1955.

#### Especificaciones
- Empuje en despegue: 404,112 kN
- Masa total: 19.632 kg
- Diámetro: 1,65 m
- Longitud total: 17,65 m